# 静岡県道49号細江舞阪線
静岡県道49号細江舞阪線（しずおかけんどう49ごう ほそえまいさかせん）は、静岡県浜松市浜名区から浜松市中央区に至る県道（主要地方道）である。

## 概要
馬郡跨線橋南交差点から浜名バイパス馬郡ICまでの区間も、細江舞阪線である。

### 路線データ
- 陸上距離：21.8 km
- 起点：静岡県浜松市浜名区細江町気賀（気賀四ツ角交差点、国道362号交点、静岡県道261号磐田細江線終点）
- 終点：静岡県浜松市中央区舞阪町舞阪（新町交差点、国道301号交点）

## 歴史
- 1980年（昭和55年）3月31日 - 認定
- 1993年（平成5年）5月11日 - 建設省から、県道細江舞阪線が細江舞阪線として主要地方道に指定される[1]。

## 路線状況

### 重複区間
- 静岡県道48号舘山寺鹿谷線（浜松市中央区和地町・すじかい橋交差点 - 浜松市中央区湖東町・湖東団地西交差点）
- 静岡県道316号舞阪竜洋線（浜松市中央区馬郡町・馬郡跨線橋南交差点 - 終点）

## 地理

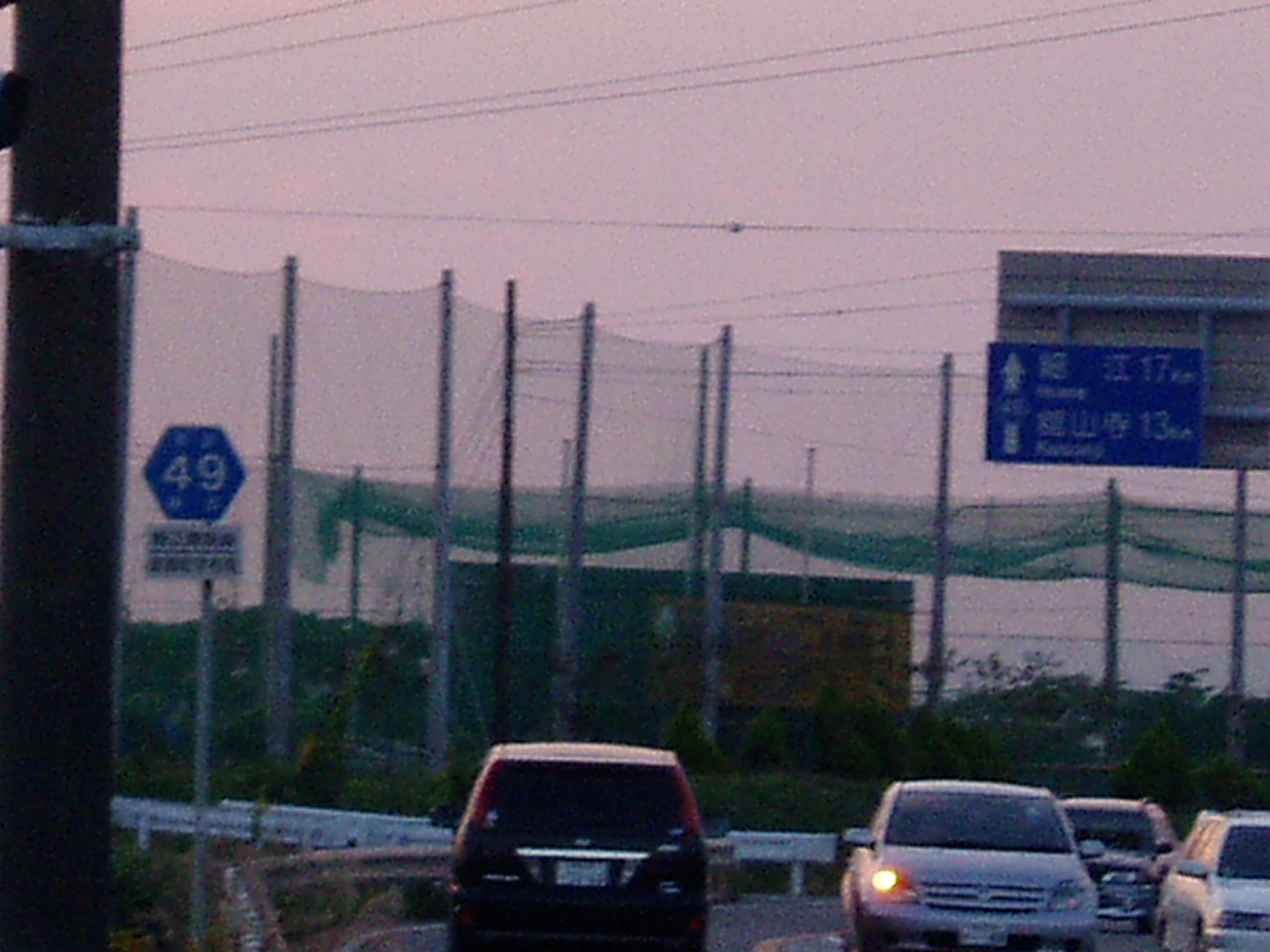
浜松市中央区雄踏町

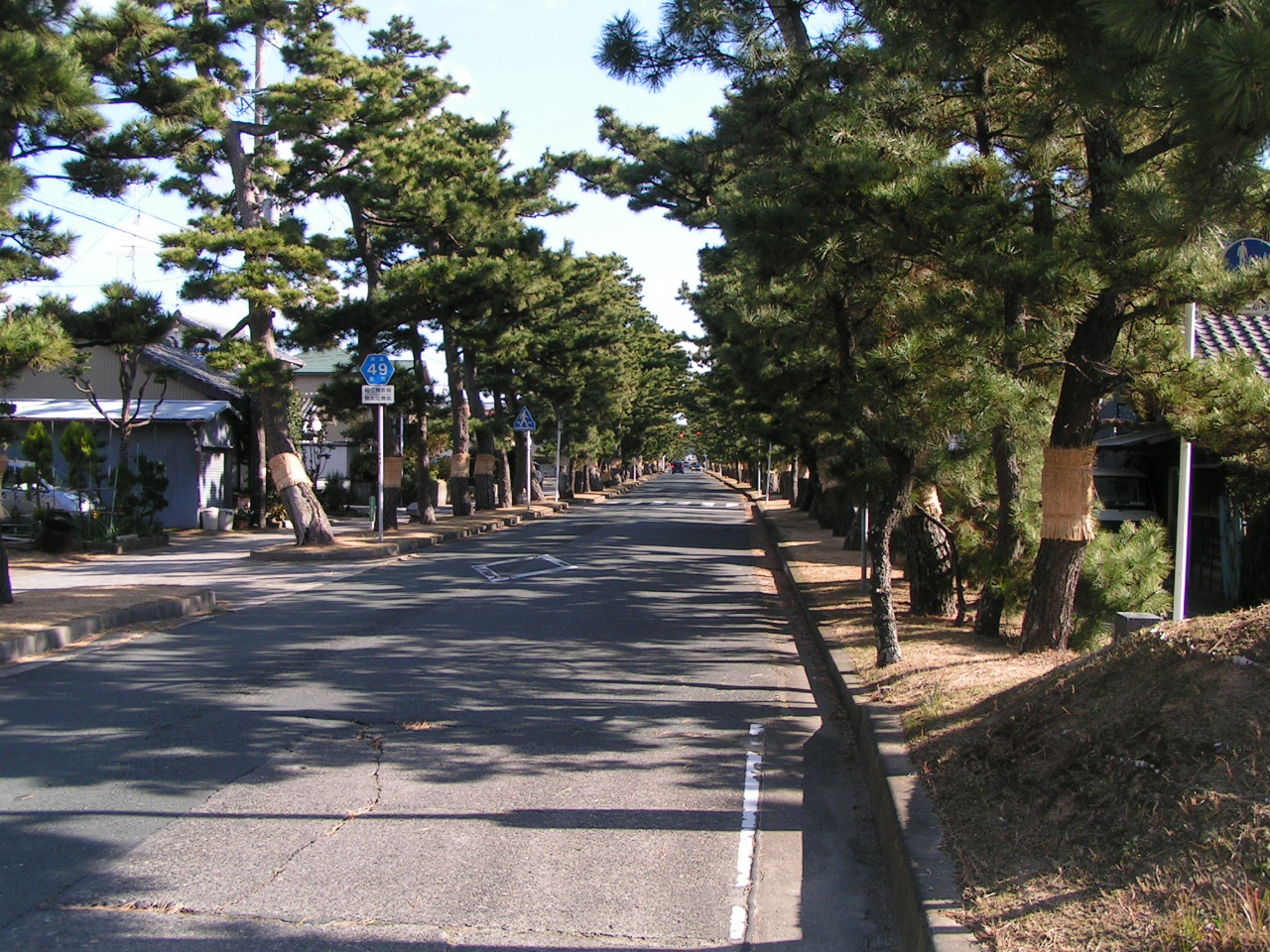
旧東海道・舞阪宿付近の松並木

### 通過する自治体
- 浜松市（浜名区 - 中央区）

### 交差する道路
- 国道362号・静岡県道261号磐田細江線（浜松市浜名区細江町気賀・気賀四ツ角交差点、起点）
- 静岡県道320号引佐舘山寺線（浜松市中央区細江町気賀・伊名交差点）
- 静岡県道305号金指停車場和地線（浜松市中央区深萩町・深萩北交差点）
- 静岡県道368号湖東舘山寺線（浜松市中央区和地町・すじかい橋北交差点）
- 静岡県道48号舘山寺鹿谷線・静岡県道319号村櫛三方原線（浜松市中央区和地町・すじかい橋交差点）
- 静岡県道48号舘山寺鹿谷線（浜松市中央区湖東町・湖東団地西交差点）
- 浜名湖新橋有料道路 はまゆう大橋（浜松市中央区古人見町・はまゆう大橋東交差点）
- 静岡県道323号舘山寺弁天島線 浜名湖大橋（浜松市中央区雄踏町宇布見・雄踏総合公園前交差点）
- 静岡県道62号浜松雄踏線・静岡県道325号宇布見浜松線（浜松市中央区雄踏町宇布見・宇布見橋北交差点）
- 静岡県道49号細江舞阪線 支線・静岡県道316号舞阪竜洋線（浜松市中央区馬郡町・馬郡跨線橋南交差点）
- 国道301号（浜松市中央区馬郡町・馬郡交差点）
- 静岡県道328号舞阪停車場線（浜松市中央区馬郡町・舞阪駅南入口交差点）
- 国道301号（浜松市中央区舞阪町舞阪・新町交差点、終点）

支線
- 静岡県道49号細江舞阪線・静岡県道316号舞阪竜洋線（浜松市中央区馬郡町・馬郡跨線橋南交差点）
- 国道1号 浜名バイパス 馬郡IC（浜松市中央区馬郡町）